# James Gifford
James Gifford (1981) è un ex giocatore di football americano australiano, che ha giocato come offensive lineman.